# Burial (álbum)
Burial es el álbum debut del artista de dubstep homónimo. Fue lanzado en 2006 en el sello de Kode9 Hyperdub con una gran acogida por parte de la crítica, incluyendo la calificación de "disco del año" por la revista The Wire. El artwork es de Burial e incluye una vista aérea del sur de Londres alrededor del área de la prisión de Wandsworth y la intersección entre Trinity Road y Windmill Road [cita requerida]. 

## Lista de canciones
Las canciones 1, 2, 4, 6-10 y 12 fueron compuestas por William Bevan.
1. "(sin título)"
2. "Distant Lights"
3. "Spaceape feat. spaceape"
4. "Wounder"
5. "Night Bus"
6. "Southern Comfort"
7. "U Hurt Me"
8. "Gutted"
9. "Forgive"
10. "Broken Home"
11. "Prayer" (contiene un sample de "Sometimes I Cry" de Les McCann, como otro de "Teardrop" de Massive Attack.)
12. "Pirates"
13. "(sin título)"